# Svingbro
En svingbro (eller drejebro) er en bro, der tillader skibe at sejle forbi broen, når et brofag svinges. Hadsundbroen var fra 1904 til 1976 en svingbro - lige som Langebro i København var det fra 1903 til 1930. Frederik den VII's kanal i Løgstør krydses af en nyrenoveret drejebro.
Bryggebroen i København fra 2005 og Odins Bro i Odense er nye svingbroer i Danmark.
Til 2002 var broen over Slien i Kappel i Sydslesvig en svingbro.